# Roger Myerson
Roger Bruce Myerson (n. 29 martie 1951, Boston, Massachusetts, SUA) este un economist american, laureat al Premiului Nobel pentru economie în anul 2007. Myerson a împărțit premiul Nobel pentru științe economice cu alți doi economiști americani Leonid Hurwicz și Eric Maskin.